# 任淦庭
任淦庭（1889年—1968年），字缶硕，又名幹庭，号石溪、漱石、大聋、聋人、左民、左腕道人等，江苏宜兴人，紫砂壶陶刻名师。

## 生平
任淦庭自幼喜爱书画。15岁时师从宜兴陶刻画家卢兰芳，学成后在宜兴知名紫砂商号“吴德盛陶器行”从事陶刻兼作画谋生。抗日战争爆发后制陶行业日渐萧条，他被迫流落乡间，以卖画为生。
中华人民共和国成立后，任淦庭当选江苏省政协委员，并加入中国共产党。1955年，他参加蜀山陶业生产合作社（宜兴紫砂工艺厂前身），出任理监事、技术辅导员。他是当时江苏省人民政府任命的首批七位技术辅导员之一，被后来人称为“紫砂七老”。他培养的弟子包括徐秀棠、谭泉海、鲍志强、鲍仲梅、毛国强、沈汉生、咸仲英、邵新和、王品荣、冯希亚、朱蓉娟、陈凤妹、张赦棠等。他于1968年去世，终年79岁。